# Oberamt Meisenheim

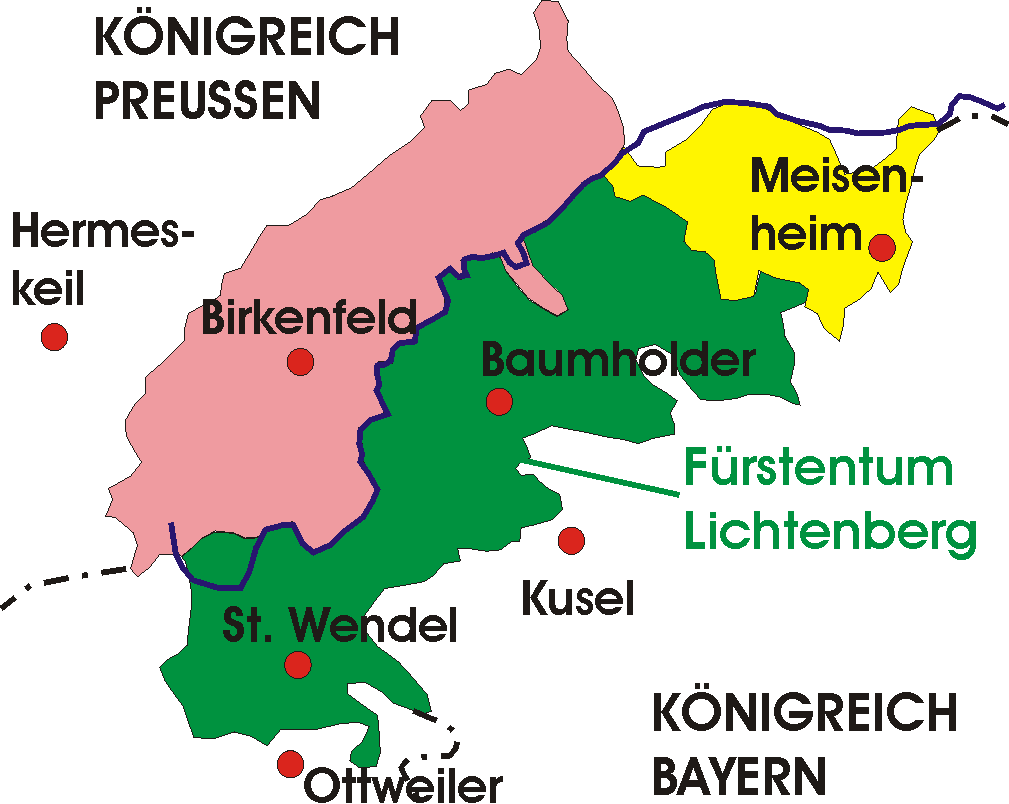
Oberamt Meisenheim (gelb)

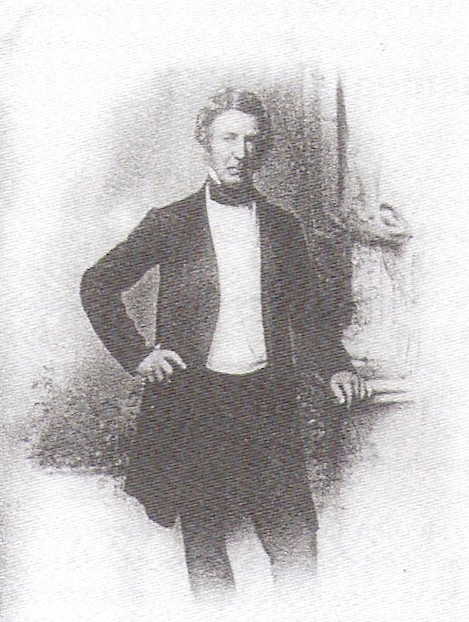
Landrat Johann Georg Martin Reinhardt

Das Oberamt Meisenheim, auch Herrschaft Meisenheim, war zwischen 1816 und 1866 ein Verwaltungsgebiet der Landgrafschaft Hessen-Homburg mit Sitz in Meisenheim. Das Territorium gehört heute zu Rheinland-Pfalz.

## Geschichte

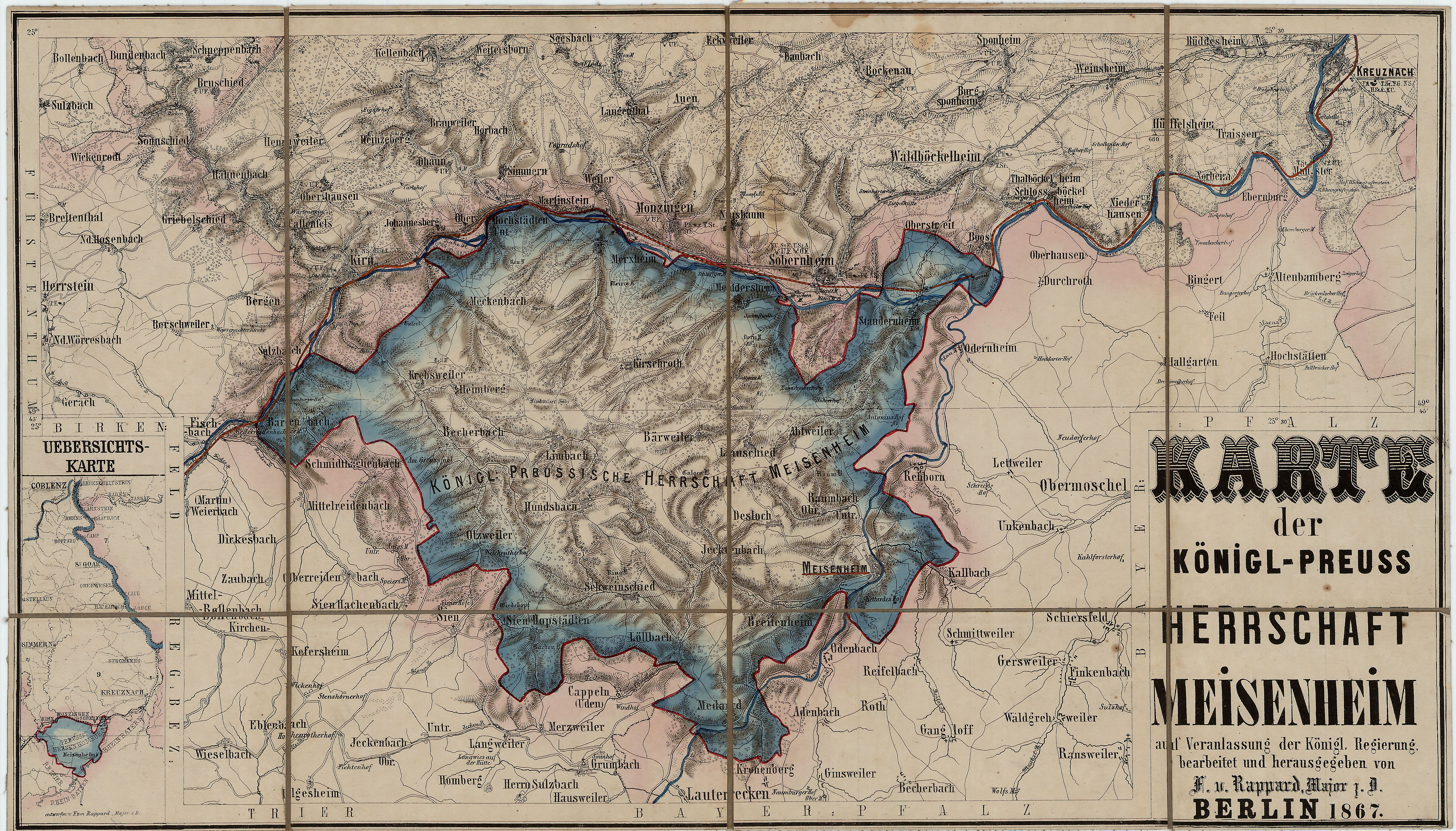
Karte zur Herrschaft Meisenheim 1867

Bis Ende des 18. Jahrhunderts unterstand das Gebiet des späteren Oberamtes Meisenheim verschiedenen Landesherren. Das bis 1798 bestehende gleichnamige Oberamt Meisenheim im Fürstentum Pfalz-Zweibrücken war anders zugeschnitten als das in diesem Artikel behandelte Oberamt Meisenheim.
1794 wurde das Linke Rheinufer infolge des Ersten Koalitionskrieges französisch besetzt und 1798 Teil der Französischen Republik. Die Region um Meisenheim gehörte bis 1815 zum Arrondissement Birkenfeld im Saardepartement. Gemäß Art. 49 der Schlussakte des Wiener Kongresses (Wiener Kongressakte) vom 9. Juni 1815 war im ehemaligen Saardepartement ein Distrikt mit einer Bevölkerung von 69.000 Seelen für mehrere Landesherren reserviert; für den Landgrafen von Hessen-Homburg waren davon 10.000 Seelen vorgesehen. Das Gebiet wurde vorläufig an den König von Preußen übertragen und wurde mit Abtretungspatent vom 9. September 1816 dem Landgrafen Friedrich V. von Hessen-Homburg übergeben. Es umfasste den gesamten Kanton Meisenheim sowie vier Gemeinden aus dem Kanton Grumbach.
Es handelte sich um ein Kuriosum. Die Landgrafschaft bestand lediglich aus dem als Amt Homburg oder Herrschaft Homburg bezeichneten Stammgebiet von Hessen-Homburg im Raum Homburg vor der Höhe und dem geographisch getrennten und weit entfernt gelegenen Oberamt Meisenheim. Ursprünglich hatte man sich in Homburg Zuwachs von den Nachbarstaaten (etwa Oberursel und Rosbach) erhofft, und Friedrich V. soll zu diesem Gebietszuwachs geäußert haben: „Was soll ich denn mit diesem Distrikt in China?“ Das Oberamt Meisenheim war mit 176 Quadratkilometern Fläche weit größer als das Amt Homburg selbst. Darüber hinaus galt unterschiedliches Recht. Während in Meisenheim französisches Recht fortgalt, galt im Amt Homburg das bisherige Recht der Landgrafschaft. Kulturelle, wirtschaftliche oder historische Beziehungen zwischen den beiden Landesteilen bestanden nicht.
Ein besonderes Problem stellten in Meisenheim die Zollgrenzen dar. Aufgrund der Kleinräumigkeit des Oberamtes war selbst der Handel mit Nachbarorten meist grenzüberschreitend. Als besonders drückend wurde der Zoll auf Salz empfunden, das man aus dem nahegelegenen Bad Münster bezog.
Die französische Julirevolution von 1830 löste im Oberamt Meisenheim Aufstände aus. Die Demonstranten forderten einen Verzicht auf die Zollschranken. Der Stadtrat unter Stadtoberschultheiß Bonnet stellte die Ruhe wieder her; am 29. April 1832 brachen jedoch erneut Unruhen aus. Die Zollschranken und die niedrige Qualität des Salzes führten zu einem regelrechten Aufstand, den der Bürstenbinder Carl Kloninger anführte. Am 20. Mai setzten sich die Unruhen fort und Stadtoberschultheiß Bonnet ließ eine Bürgergarde bilden.
In Homburg hielt man die Maßnahmen für nicht ausreichend und entsandte Johann Georg Martin Reinhardt als Verwaltungschef in das Oberamt. Dieser stellte die Ordnung mit harter Hand her und verbot am 27. Oktober 1832 den Preßverein.
1834 wurde Homburg im Deutschen Zollverein dem Zollgebiet des Großherzogtums Hessen und das Oberamt Meisenheim dem Zollgebiet Preußens zugeordnet. Am 24. März 1866 fiel die Landgrafschaft (nach dem Tod des letzten Landgrafen) kurzzeitig an das Großherzogtum Hessen, dann (durch dessen Niederlage im Preußisch-Österreichischen Krieg) an Preußen. Mit dem preußischen Gesetz vom 24. Dezember 1866 und dem Besitzergreifungspatent vom 12. Januar 1867 wurde die Besitzergreifung formal umgesetzt.

## Politik
Auch wenn in der Landgrafschaft Hessen-Homburg die Trennung von Verwaltung und Rechtsprechung nicht umgesetzt war, so gab es dennoch eine Arbeitsteilung innerhalb der Spitze des Amtes. An der Spitze des Oberamtes stand ein Administrativbeamter, 1. Beamter oder auch Oberamtmann genannt. Daneben gab es einen Justizbeamten oder 2. Beamten. Üblich war, dass dieser zweite Beamte zum ersten aufstieg, wenn die Position frei wurde.
Administrativbeamter/1. Beamter
- 1817–1826: Friedrich Wilhelm Cramer
- 1826–1830: Franz Carl
- 1830–1832: Friedrich Wernigk
- 1832–1848 und 1849–1866: Johann Georg Martin Reinhardt

Justizbeamter/2. Beamter
- 1818–1826: Franz Carl
- 1826–1830: Friedrich Wernigk
- 1830–1832: Johann Georg Martin Reinhardt
- (1832) 1834–1846: Heinrich Sundheimer
- 1846–1858: Karl Anthes
- 1858–1855: Friedrich Linn

1832 bis 1872 war Johann Georg Martin Reinhardt Oberamtmann bzw. Landrat. Lediglich vom 6. April 1848 bis 1849 war er infolge der Märzrevolution ein Jahr beurlaubt. Regierungsrat Christian Bansa war in dieser Zeit Verwaltungschef.
Das Justizamt war Nachfolger des Friedensgerichtes Meisenheim, das in der Gerichtsorganisation des Linken Rheinufers in der Franzosenzeit Gericht erster Instanz war. Gegen die Entscheidungen des Justizbeamten war eine Berufung an die erste Deputation der Regierung der Landgrafschaft Hessen-Homburg möglich. Letzte Instanz war dann das Oberappellationsgericht Darmstadt.
Nachdem der Landtag von Hessen-Homburg 1852 endgültig aufgelöst war, wurden ab 1853 Bezirksräte auf Ebene des Oberamtes gebildet. Die Mitglieder wurden teilweise gewählt und teilweise von Landgrafen ernannt. Vier Vertreter des Oberamtes Meisenheim bildeten (gemeinsam mit vier Vertretern des Amtes Homburg) den Landesausschuss der Landgrafschaft.
Mit Erlass vom 2. Februar 1867 wurde das Oberamt Meisenheim in den Regierungsbezirk Koblenz eingegliedert und später in den Kreis Meisenheim umgewandelt.
Das Justizoberamt Meisenheim wurde 1867 aufgehoben und analog der anderen Gerichte in der Rheinprovinz ein Friedensgericht Meisenheim als Eingangsgericht gebildet, dass 1878 in das Amtsgericht Meisenheim umgewandelt wurde.

## Gebiet
Das Oberamt Meisenheim umfasste 25 Gemeinden, die auf vier „Oberschultheißereien“ aufgeteilt waren:
| Gemeinde                        | Oberschultheißerei | gehörte bis 1794             | gehörte 1798 bis 1814 | heute                    |
| ------------------------------- | ------------------ | ---------------------------- | --------------------- | ------------------------ |
| Abtweiler                       | Meisenheim         | Baron von Hunolstein         | Kanton Meisenheim     | VG Meisenheim            |
| Bärenbach                       | Becherbach         | Markgraf von Baden           | Kanton Grumbach       | VG Kirn-Land             |
| Bärweiler                       | Merxheim           | Fürst von Salm-Kyrburg       | Kanton Meisenheim     | VG Bad Sobernheim        |
| Becherbach                      | Becherbach         | Markgraf von Baden           | Kanton Grumbach       | VG Kirn-Land             |
| Breitenheim                     | Meisenheim         | Herzog von Zweibrücken       | Kanton Meisenheim     | VG Meisenheim            |
| Desloch                         | Meisenheim         | Herzog von Zweibrücken       | Kanton Meisenheim     | VG Meisenheim            |
| Jeckenbach                      | Meisenheim         | Herzog von Zweibrücken       | Kanton Meisenheim     | VG Meisenheim            |
| Heimberg (Heimweiler)           | Becherbach         | Markgraf von Baden           | Kanton Meisenheim     | VG Kirn-Land             |
| Hochstädten (Hochstetten-Dhaun) | Merxheim           | Fürst von Salm-Kyrburg       | Kanton Meisenheim     | VG Kirn-Land             |
| Hoppstädten                     | Becherbach         | Rheingraf von Grumbach       | Kanton Grumbach       | VG Lauterecken-Wolfstein |
| Hundsbach                       | Becherbach         | Baron von Boos               | Kanton Meisenheim     | VG Meisenheim            |
| Kirschroth                      | Meddersheim        | Fürst von Salm-Kyrburg u. a. | Kanton Meisenheim     | VG Bad Sobernheim        |
| Krebsweiler (Heimweiler)        | Becherbach         | Markgraf von Baden           | Kanton Meisenheim     | VG Kirn-Land             |
| Lauschied                       | Meisenheim         | Baron von Boos u. a.         | Kanton Meisenheim     | VG Bad Sobernheim        |
| Limbach                         | Becherbach         | Markgraf von Baden           | Kanton Meisenheim     | VG Kirn-Land             |
| Löllbach                        | Meisenheim         | Fürst von Salm-Kyrburg       | Kanton Meisenheim     | VG Meisenheim            |
| Meckenbach                      | Merxheim           | Fürst von Salm-Kyrburg       | Kanton Meisenheim     | VG Meisenheim            |
| Medart                          | Meisenheim         | Herzog von Zweibrücken       | Kanton Meisenheim     | VG Lauterecken-Wolfstein |
| Meddersheim                     | Meddersheim        | Fürst von Salm-Kyrburg u. a. | Kanton Meisenheim     | VG Bad Sobernheim        |
| Meisenheim                      | Meisenheim         | Herzog von Zweibrücken       | Kanton Meisenheim     | VG Meisenheim            |
| Merxheim                        | Merxheim           | Baron von Hunolstein u. a.   | Kanton Meisenheim     | VG Bad Sobernheim        |
| Otzweiler                       | Becherbach         | Fürst von Salm-Kyrburg u. a. | Kanton Grumbach       | VG Kirn-Land             |
| Raumbach                        | Meisenheim         | Herzog von Zweibrücken       | Kanton Meisenheim     | VG Meisenheim            |
| Schweinschied                   | Meisenheim         | Fürst von Salm-Kyrburg       | Kanton Meisenheim     | VG Meisenheim            |
| Staudernheim                    | Meddersheim        | Fürst von Salm-Kyrburg u. a. | Kanton Meisenheim     | VG Bad Sobernheim        |